# گرابیتسه (استان اوپوله)
گرابیتسه (به لهستانی:  Grabice) یک روستا در لهستان است که در گمینا موروو واقع شده‌است.